# Barra do Piraí (ort)
Barra do Piraí är en ort i Brasilien.   Den ligger i kommunen Barra do Piraí och delstaten Rio de Janeiro, i den sydöstra delen av landet, 900 km sydost om huvudstaden Brasília. Barra do Piraí ligger 366 meter över havet och antalet invånare är 87 668.
Terrängen runt Barra do Piraí är platt åt sydväst, men åt nordost är den kuperad. Barra do Piraí ligger nere i en dal. Runt Barra do Piraí är det ganska tätbefolkat, med 222 invånare per kvadratkilometer.. Barra do Piraí är det största samhället i trakten.
Omgivningarna runt Barra do Piraí är huvudsakligen savann.